# Lepnevaina
Genre
Lepnevaina est un genre d'insectes de la famille des Limnephilidae.

## Liste d'espèces
Selon BioLib (7 octobre 2019) :
- Lepnevaina signata G.B. Wiggins, 1987